# Vuelta a la Argentina
La Vuelta a la Argentina fue una carrera ciclista de ruta profesional por etapas de Argentina.
En total se realizaron 6 ediciones de la Vuelta a la Argentina llevando diferentes nombres: La primera edición en 1952 se llamó "Vuelta Ciclista al Centro de la Nueva Argentina"; la segunda edición, organizada por la "Federación Ciclista Argentina", se realizó en 1990 con el nombre de "Vuelta Ciclista de la República Argentina", nombre que se repitió en las ediciones de 1991 y 1992; finalmente, en 1999 Ángel DiLucca creó la "Vuelta a la Argentina", que otorgaba puntaje en el ranking de la UCI, inscrita como carrera de categoría 2.5.
Esta prueba tuvo una segunda edición en el año 2000, que finalizó trágicamente con la muerte del ciclista español Saúl Morales, al ser atropellado por un camión que no atendió las instrucciones del operativo de seguridad de la carrera. Este hecho, y el abandono de la carrera ese año por parte de varios equipos en protesta por la falta de garantías, fue determinante para cancelar definitivamente esta competencia.

## Palmarés
| Año  | Ganador             | Segundo             | Tercero                 |
| ---- | ------------------- | ------------------- | ----------------------- |
| 1952 | Rik Van Steenbergen | Stan Ockers         | Miguel Sevillano        |
| 1990 | Sergio Tesitore     | José Villaroel      | Alejandro Beldoratti    |
| 1991 | Omar Contreras      | Juan Marcelo Agüero | Gustavo Artacho         |
| 1992 | Angelo Canzonieri   | Juan Curuchet       | Rubén Bergamin          |
| 1999 | Martin Rittsel      | Zbigniew Piątek     | Martín Garrido          |
| 2000 | David Kenig         | Grzegorz Wajs       | Jairo Hernández Montoya |

## Estadísticas

### Más victorias generales
| Ciclista            | Victorias | Años |
| ------------------- | --------- | ---- |
| Rik Van Steenbergen | 1         | 1952 |
| Sergio Tesitore     | 1         | 1990 |
| Omar Contreras      | 1         | 1991 |
| Angelo Canzonieri   | 1         | 1992 |
| Martin Rittsel      | 1         | 1999 |
| David Kenig         | 1         | 2000 |

### Victorias generales por países
| País      | Victorias |
| --------- | --------- |
| Argentina | 2         |
| Bélgica   | 1         |
| Uruguay   | 1         |
| Italia    | 1         |
| Suecia    | 1         |

### Más días líder clasificación general
| País      | Ciclista            | Victorias |
| --------- | ------------------- | --------- |
| Bélgica   | Rik Van Steenbergen | 14        |
| Italia    | Angelo Canzonieri   | 12        |
| Suecia    | Martin Rittsel      | 10        |
| Argentina | Gerardo Fernández   | 9         |

### Más victorias de etapas
| País         | Ciclista            | Victorias |
| ------------ | ------------------- | --------- |
| Italia       | Walter Brugna       | 6         |
| Bélgica      | Rik Van Steenbergen | 5         |
| Argentina    | Marcelo Alexandre   | 4         |
| Argentina    | Erminio Suárez      | 3         |
| Polonia      | Cezary Zamana       | 2         |
| Francia      | Charles Coste       | 2         |
| Países Bajos | Henk Faanhof        | 2         |

## Otros datos
- Más días líder: Rik Van Steenbergen con 14 días
- Mayor número de victorias de etapa en una misma edición: Rik Van Steenbergen en  1952, con 5 triunfos.
- Máxima diferencia entre el primer y el segundo clasificado: Rik Van Steenbergen sobre Constant Ockers en 1952, 2 minutos 0 segundos.
- Mínima diferencia entre el primer y el segundo clasificado: Angelo Canzonieri sobre Juan E. Curuchet en 1992, 15 segundos.
- Hasta la edición de 2000 se disputaron 79 etapas y subetapas. Hubo 2 anuladas:  2000 7.ª y 8.ª etapas por la muerte del ciclista español Saúl Morales.
- Hasta la edición de 2000 se han disputado 5 contrarreloj: 1 individuales, 1 por equipos y 3 prólogos.